# 新店安坑一號道路
新店安坑一號道路西起自臺灣新北市新店區安康路三段，東至北宜路一段止，全長約10.3公里，分為四期工程進行。其中安泰路至安坑交流道之路段已完工通車，目前已將此道路正式命名為安一路。由安坑交流道延伸至新烏路之第三期工程刻正規劃中。

## 計畫緣起

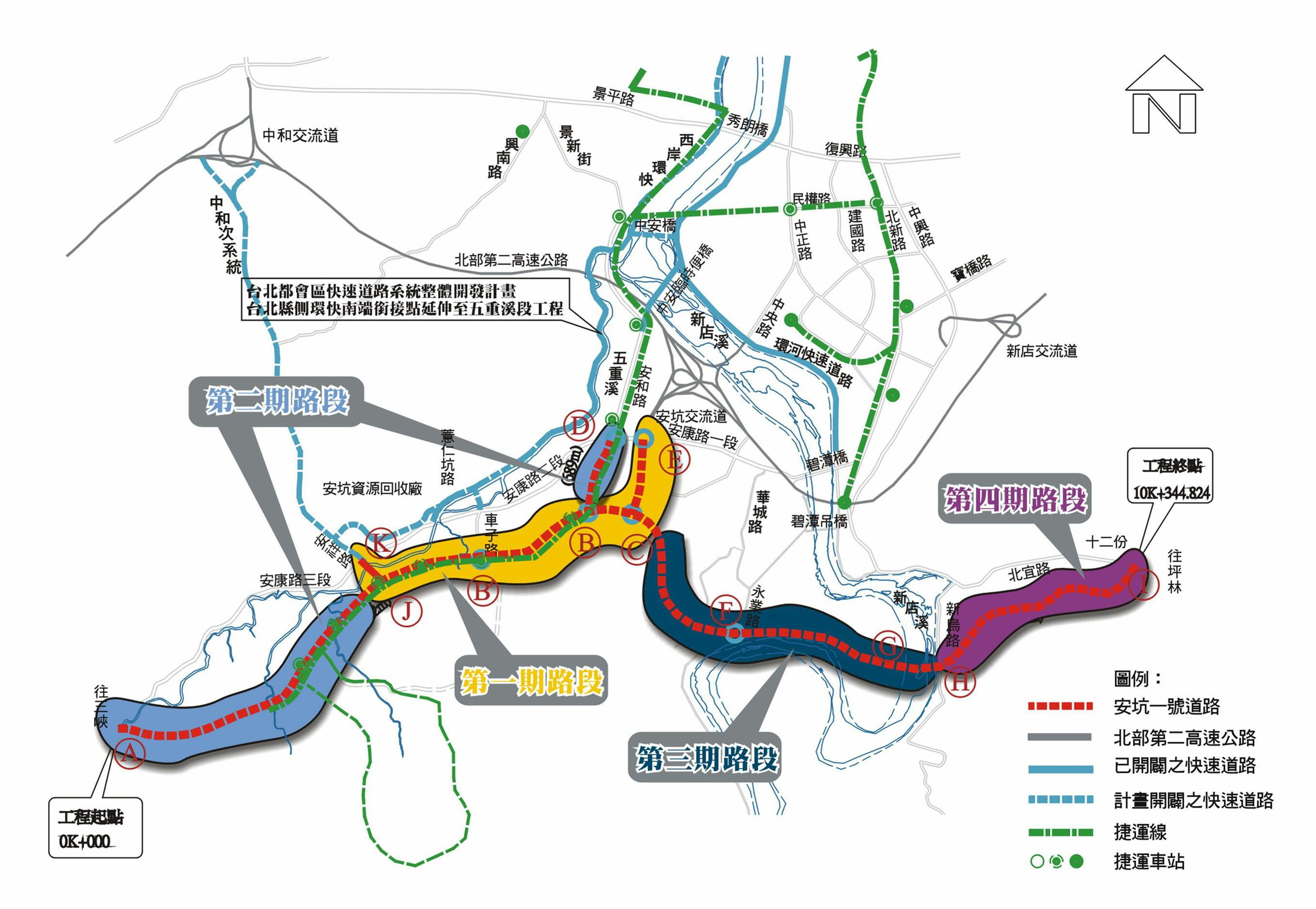
新店安坑一號道路工程示意圖

為紓解安坑地區因國道三號安坑交流道開通後，所帶來的壅塞車潮，交通部開始推動整合北二高安坑交流道及新店溪兩岸的東西環快道路，並於2009年進行第一期開工儀式，計畫分期：
- 第一期工程（已完工）：安坑交流道至安祥路，全長約3.75公里，路寬約40米。
- 第二期工程：安祥路至玫瑰路路段、安和支線（安捷路）及玫瑰路至安泰路路段已完工，安泰路至安康路三段（規劃中）：安祥路至安康路三段，長約2.74公里，安和支線（安捷路）0.7公里。
- 第三期工程（規劃中）：安坑交流道至新烏路，全長約3.16公里。2024年辦理工程規畫、預計2025年辦理環境差異分析、預計2026年辦理都市計畫變更、預計2031年分段通車。
- 第四期工程（規劃中）：新烏路至北宜路，全長約1.4公里。

## 重要歷程
參照至臺北縣(今新北市)政府工務局--安坑一號道路第一期計畫概述
- 2006年11月：時任行政院長蘇貞昌，視察安坑一號道路建設計畫時表示，安坑一號道路是臺北縣重要的交通建設，因此允諾將第一期工程列為優先，以專案方式補助，並按原計劃之40公尺道路寬度併同捷運用地徵收開闢。
- 2006年11月：台北縣政府將路線規劃修正報告函送內政部營建署。
- 2006年12月：內政部將計畫報告函行政院專案核定。
- 2007年2月：行政院正式核定通過本案第一期工程納入生活圈四年建設計畫項下補助辦理。

## 工程效益
- 大幅抒緩安坑對外交通壅塞現象。
- 交通尖峰時間可藉由橫向道路疏解車潮，解決安康路壅塞問題。
- 提昇安坑交流道之服務水準。
- 與新北環河快速道路連接，建構成完整之環狀交通路網。

## 外部連結
- 新北市政府工務局 （页面存档备份，存于）
- 新店區公所全球資訊網 （页面存档备份，存于）
- 新店安坑一號道路路線規劃及可行性研究
- 安坑一號道路三期 市議員批毫無進度 （页面存档备份，存于）
- 新店名人豪宅區每逢尖峰必塞 安一路三期延伸工程紓緩 （页面存档备份，存于）